# North Cadbury
North Cadbury est une paroisse civile et un village du Somerset, en Angleterre.